# Трофимов, Юрий Николаевич
Юрий Николаевич Трофимов (26 июля 1931, Вязники, Ивановская Промышленная область, РСФСР, СССР — 28 марта 1989, Актюбинск, Актюбинская область, Казахская ССР, СССР) — советский казахский государственный и партийный деятель.

## Карьера
Родился 26 июля 1931 в городе Вязники Ивановской Промышленной области РСФСР.

### Образование
В 1954 окончил Московский зоотехнический институт коневодства. 

### Трудовая деятельность
Работал зоотехником в Горьковской области.
Член КПСС с 1956 года. В 1962 году окончил Высшую партийную школу при ЦК КПСС. С 1962 года на партийной и советской работе.
В 1970 году становится председателем исполкома Тургайского областного совета.
В 1978 году переводится на работу в ЦК КП Казахстана, 18 декабря 1978 года X пленумом ЦК КП Казахстана избран секретарём ЦК КП Казахстана.
Освобождён от обязанностей секретаря XVI пленумом 27 марта 1985 года в связи с избранием первым секретарём Актюбинского обкома партии. Возглавлял Актюбинскую областную партийную организацию до смерти в марте 1989 года.
Член Бюро ЦК КП Казахстана. В 1986 году был избран членом ЦК КПСС.
Депутат Верховного Совета СССР 11 созыва.
26 марта 1989 года избран народным депутатом СССР от Актюбинского сельского национально-территориального округа № 619 Казахской ССР, но скончался до регистрации его Центризбиркомом в качестве избранного депутата. 14 мая от этого округа избран Сагижан Аяпбергенов.

## Награды
Награждён орденом Ленина.